# Laguna de la Laja
Laguna de la Laja är en sjö i Chile. Den ligger i den södra delen av landet, 400 km söder om huvudstaden Santiago de Chile. Laguna de la Laja ligger 1 359 meter över havet. Arean är 128 kvadratkilometer. Den sträcker sig 25,6 kilometer i nord-sydlig riktning, och 11,3 kilometer i öst-västlig riktning.
Runt Laguna de la Laja är det mycket glesbefolkat, med 2 invånare per kvadratkilometer.